# L'aneguet lleig

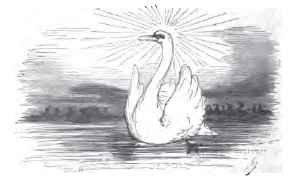
Il·lustració per al conte de fades "L'aneguet lleig" de Hans Christian Andersen, Bertall, dècada del 1860.

L'aneguet lleig és un dels contes més populars de Hans Christian Andersen, publicat el 1843. L'èxit de la història va propiciar la seva adaptació a diversos formats, incloent un musical i un curt de dibuixos animats. L'aneguet ha esdevingut també una metàfora de l'assetjament escolar o bullying, tant és així que s'ha fet un musical, anomenat Honk! inspirat en el conte de Christian Andersen, que tracta de fons el tema de l'assetjament escolar i de la tolerància.

## Argument
Un ànec és rebutjat pels seus companys, ja que el consideren lleig pel seu aspecte diferent. Assetjat, ha de deixar el niu i intenta refugiar-se a casa d'uns grangers, però el gat i els nens el martiritzen fins que el fan fugir. Plorant pel seu aspecte veu un estol de cignes blancs volants i sospira per la seva bellesa. Aleshores s'amaga per passar sol l'hivern i quan arriba la primavera s'adona que s'ha convertit en un cigne i que per això tenia un aspecte diferent dels altres ànecs.

## Anàlisi
Els biògrafs asseguren que és un conte fortament autobiogràfic, ja que l'autor se sentia diferent i d'aspecte lleig. Aquest fet es veu reforçat per l'elecció del cigne, animal que simbolitza la poesia, la diferència estètica.
El conte recull la concepció de l'artista del romanticisme, vist com un ésser marginal i incomprès però perquè resulta superior a la resta de persones. Igualment recull el símbol de les estacions de l'any, ja que a la primavera es produeix un autèntic renaixement, l'assumpció de la veritable forma. La identitat perduda (l'aneguet resulta ser "fill" d'una altra família més noble) és típica dels relats del segle xix i recullen l'anagnòrisi de les tragèdies gregues.

## Adaptacions
La història de L'aneguet lleig és una història que va esdevenir molt popular i per això ha sigut adaptada incomptables vegades per gran varietat de mitjans de comunicació.
La sèrie Silly Symphonies de Walt Disney va fer dues pel·lícules anomenades The Ugly Duckling basades en el conte. La primera pel·lícula és del 1931 en blanc i negre, i l'altra és del 1939 en Technicolor. La pel·lícula en color va guanyar l'Oscar al millor curtmetratge animat en 1939.